# Bistum Sisteron
Das Bistum Sisteron (lateinisch Dioecesis Sistaricensis) war eine in Frankreich gelegene römisch-katholische Diözese mit Sitz in der hochprovenzalischen Stadt Sisteron.

## Geschichte

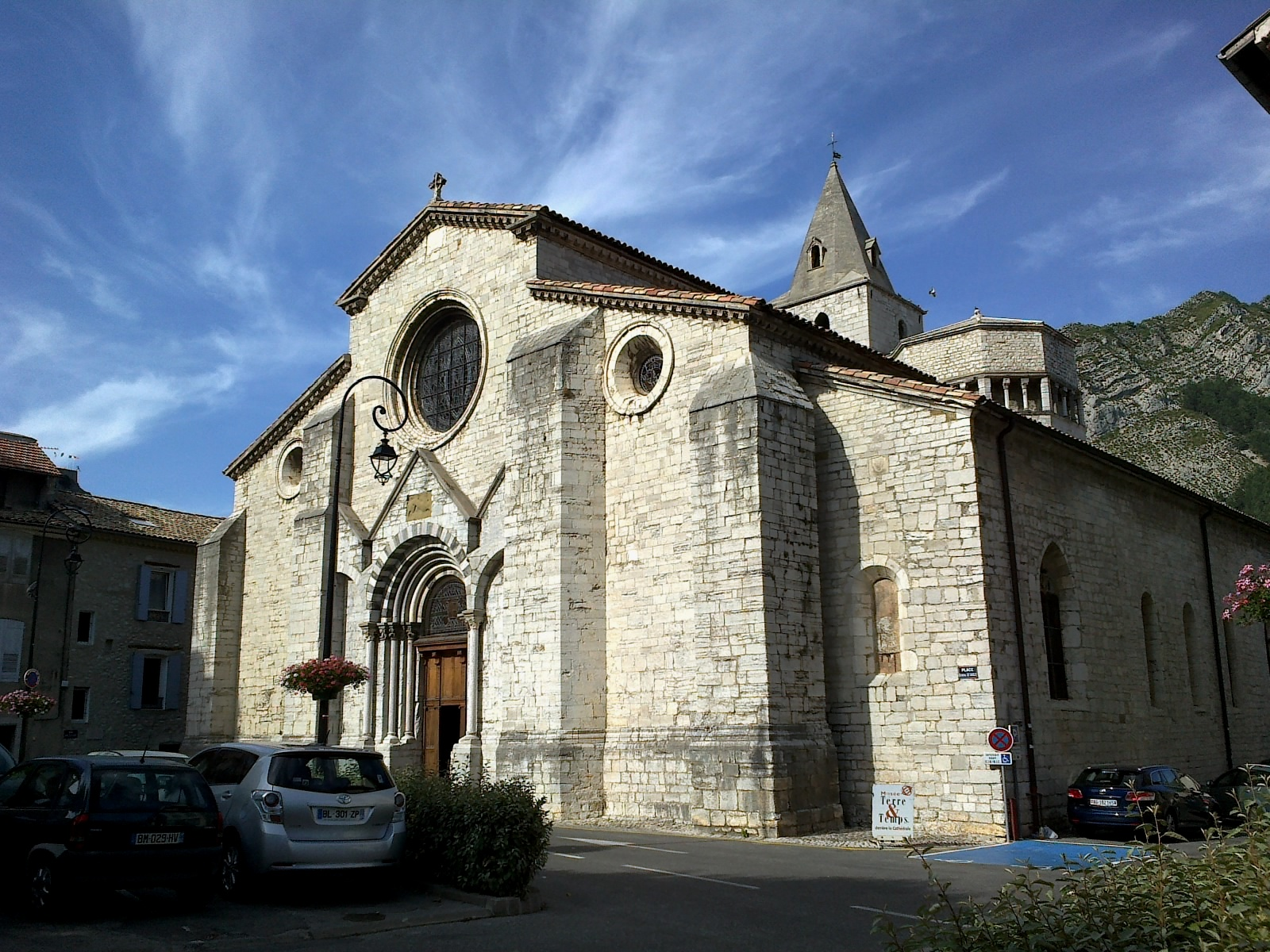
Kathedrale Notre-Dame in Sisteron

Das Bistum Sisteron wurde im 5. Jahrhundert errichtet. Erster Bischof war Chrysaphius. Das Bistum Sisteron war dem Erzbistum Aix als Suffraganbistum unterstellt. Im Jahre 1764 umfasste das Bistum Sisteron 80 Pfarreien.
Am 29. November 1801 wurde das Bistum Sisteron infolge des Konkordates von 1801 durch Papst Pius VII. mit der Päpstlichen Bulle Qui Christi Domini aufgelöst und das Territorium wurde dem Erzbistum Avignon und dem Bistum Digne angegliedert.